# ハムロン橋
ハムロン橋（ベトナム語：Cầu Hàm Rồng / 梂頷龍）又はタインホア橋 (英語: Thanh Hóa Bridge、タンホア鉄橋）とは、ベトナムタインホア省マー川（馬江）に架かる橋である。

## 概要
ベトナムの南北を結ぶ重要な交通の要衝である。
元々この地には20世紀初頭にフランスの建設した鉄道橋が存在していたが、ベトナム革命の過程でベトミンの抵抗活動によって破壊された。ホーチミン政権によって1957年に再建が開始され、1964年4月25日に完成した。
トラス式の鉄橋で、灰色に塗装され、橋脚はコンクリート製。長さ540フィート(165メートル)、幅56フィート(17メートル)、高さ約50フィート(15メートル)である。
ベトナム戦争中は南ベトナム軍を支援する米軍の標的となり、1000回以上にわたる空襲を受け、7万トン以上の爆弾が投下された。
北ベトナム軍は、1965年4月3日から翌日にかけての戦闘で戦闘機47機を撃墜するなど、この橋の防衛戦で米軍機117機を撃墜したと主張している(アメリカ側は11機の喪失と主張)。
1972年5月にスマート爆弾が初めて実戦投入された際、攻撃目標となった。
戦後再建されたが、老朽化により2010年に修復工事が行なわれた。

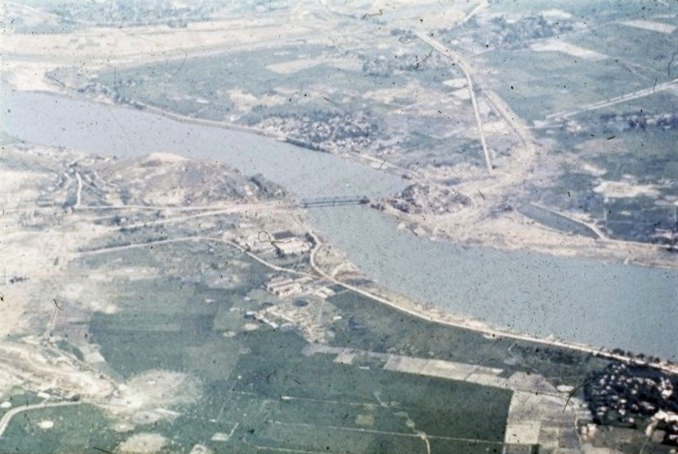
1972年頃に米軍機に撮影されたハムロン橋。
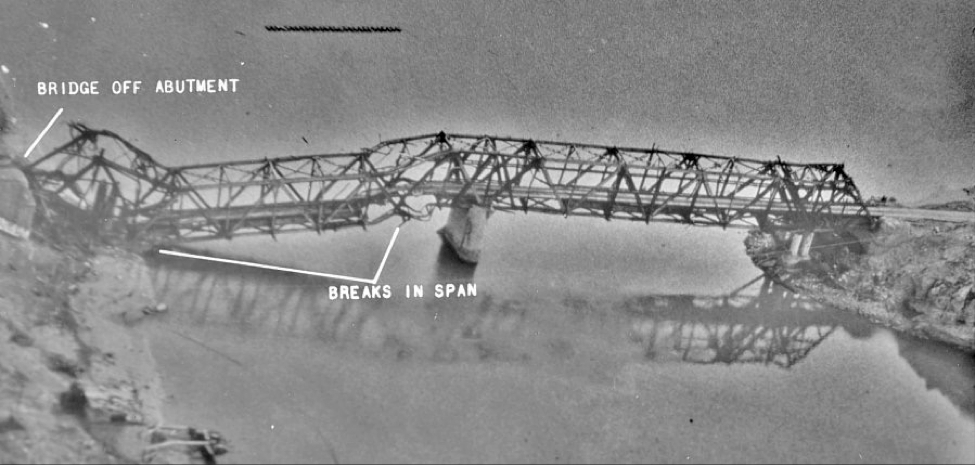
米軍の誘導爆弾で爆破されたハムロン橋。
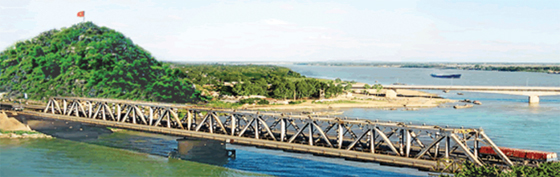
2011年のハムロン橋。